# Kishō Taniyama
Kishō Taniyama (谷山 紀章, Taniyama Kishō) föddes den 11 augusti 1975 i Ube och är en japansk röstskådespelare som gör röster åt anime och har varit med att göra serier som DearS och Rumbling Hearts. Han har också gjort en röstroll i ett spel, Kimi Ga Nozomu Eien.

## Roller

### Anime (TV)
- - Bottle Fairy (Sensei-san)
- Canvas 2 ~Niji Iro no Sketch~ (Shintarō Yanagi)
- DearS (Takeya Ikuhara)
- Hand Maid May (Juliano)
- Kimi Ga Nozomu Eien (Takayuki Narumi)
- Konjiki no Gash Bell!! (Albert)
- Law of Ueki (B.J. (Jun'ichi Baba))
- Midori Days (Seiji Sawamura)
- PetoPeto-san (Jeremy Moriguchi)
- Rockman.EXE series (Swallowman)
- Saikano (Take and Nakamura)
- Togainu no Chi (Gunji)
- X (Daisuke Saiki)
- Zoids: Genesis (Ron Mangan)
- Buso Renkin (Shusui Hayasaka)
- Kiniro no Corda (Tsukimori Len)

### Anime (OVA)
- Akane Maniax (Takayuki Narumi)
- Enzai (Durer)
- Sky Girls (Ryōhei Tachibana)

### Anime (Film)
- Cover

### Spel
- Enzai (Durer)
- Kimi Ga Nozomu Eien